# Irina Bokova
Irina Bokova (búlgar: Ирина Георгиева Бокова)  (Sofia, 12 de juliol de 1952) Irina Georgieva Bokova és una política socialista, directora de la UNESCO de 2009 a 2017 i delegada de la Francofonia. Durant la seva carrera política i diplomàtica a Bulgària, va exercir, entre d'altres, dos mandats com a membre del Parlament nacional, i viceministra d’Afers exteriors i ministra interina d’Afers exteriors amb el primer ministre Zhan Videnov. També va ser ambaixadora de Bulgària a França i a Mònaco i va ser delegada permanent de Bulgària a la UNESCO. Bokova també va ser el representant personal del president de Bulgària a l'Organització internacional de la Francofonia (2005-2009).
El 15 de novembre de 2009 va assumir el càrrec com a novena directora general de la UNESCO, i es va convertir en la primera dona i en la primera persona del sud-est europeu a dirigir l'agència. A la UNESCO, Bokova va defensar la igualtat de gènere, la millora de l'educació, la promoció de l'educació de les noies, i la prevenció del finançament del terrorisme, especialment mitjançant la protecció dels béns intel·lectuals. Ferma opositora al racisme i l’antisemitisme, la directora generala Bokova va dirigir les activitats de la UNESCO sobre el record de l’holocaust.

## Biografia
Irina Bokova és filla del polític comunista Georgi Bokov, redactor en cap de Rabotnichesko Delo, el diari oficial i òrgan del Partit Comunista Búlgar. Per descendència, Bokova és búlgara. Bokova es va graduar a la First English Language School i després a l'Institut Estatal de Relacions Internacionals de Moscou, preparant joves de tot el Bloc Oriental per a futures tasques com a diplomàtics i agents sota el control del KGB. Posteriorment, va treballar al Ministeri d'Afers Exteriors de Bulgària, començant el 1977 com a tercera secretària i, finalment, passant a ser ministra en funcions (ad interim) entre el 13 de novembre de 1996 i el 13 de febrer de 1997.
Bokova va ser membre del partit comunista búlgar fins al 1990, quan es va canviar el nom de la formació al de Partit Socialista Búlgar, i la seva pertinença va ser cancel·lada, després de diversos canvis en la llei, que exigien que els empleats de diversos ministeris, entre els quals el d'Afers Exteriors, no fossin membres de cap partit polític.
Bokova va formar part del Parlament búlgar durant dues legislatures: el primer mandat el 1990-1991 durant la 7a Gran Assemblea Nacional (Constitucional), en què fou elegida com a representant majoritària amb la llista del Partit Socialista Búlgar, i el segon, durant la 39a Assemblea, el 2001-2005, amb la llista de la Coalició per Bulgària.